# Hermann Petz
Hermann Petz (* 19. September 1961 in Innsbruck) ist ein österreichischer Medienexperte und Berater. Bis 31. Dezember 2023 war er Vorstandsvorsitzender der Moser Holding AG, dem größten Medienhaus in Tirol.

## Leben und Wirken
Hermann Petz war von 1981 bis 1990 in den Bereichen Organisation und IT, Beteiligungen und Sonderfinanzierung bei der Tiroler Sparkasse tätig und absolvierte während dieser Zeit das Studium der Sozial- und Wirtschaftswissenschaften an der Leopold-Franzens-Universität Innsbruck.
1990 trat er als Assistent der Geschäftsleitung in die Unternehmensgruppe der Tiroler Tageszeitung ein. Die Tiroler Tageszeitung ist bis heute die verbreitungsstärkste Tageszeitung im Bundesland Tirol. 1992 übernahm Hermann Petz die kaufmännische Leitung. Fünf Jahre später wurde er in den Vorstand berufen, 2002 übernahm Petz die operative Gesamtverantwortung der Moser Holding AG, seit 2003 ist er Vorstandsvorsitzender. Sein Vertrag wurde im Jahr 2010 bis Ende 2016 verlängert.
Hermann Petz ist Mitglied des Vorstandes und des Präsidiums im Verband Österreichischer Zeitungen (VÖZ), Vorstandsvorsitzender der Austria Presse Agentur (APA) sowie Österreich-Delegierter der European Newspaper Publishers Association (ENPA).
Hermann Petz ist mit Carmen Petz verheiratet und lebt in Tirol und Wien.

## Publikationen
- Die Zeitung ist tot? Es lebe die Zeitung! Eine Denkschrift zur Zukunft der Printmedien. Haymon Verlag, Innsbruck 2015, ISBN 978-3-7099-7199-4.

## Kritik
Petz ist Autor des im Juni 2015 veröffentlichten Buches "Die Zeitung ist tot? Es lebe die Zeitung!" Wie durch Markus Wilhelm recherchiert, soll Petz Teile des Buches ohne Quellenangabe aus Online-Portalen und von Medienwissenschaftern abgeschrieben haben. Selbst der Buchtitel wurde bereits 2010 in einem Essay der Süddeutschen Zeitung mit gleichlautender Überschrift verwendet. Österreichische Leitmedien und auch die indirekt betroffene Süddeutsche Zeitung berichten in Folge über die Plagiatsvorwürfe Wilhelms. In diesem Zusammenhang bemerkenswert und viel kritisiert ist auch der Umstand, dass die von Petz geführte Tiroler Tageszeitung in ihrer Berichterstattung über Politskandale ausgerechnet auch auf die Recherchen von Markus Wilhelm zurückgreift, ohne jedoch ihn bzw. seinen Blog www.dietiwag.org namentlich zu erwähnen.